# Regra de Wahl
A regra de Wahl é uma regra de formação de palavras, desenvolvida pelo linguista Edgar de Wahl e aplicada no idioma artificial Interlingue (chamado também "Ocidental") criado por ele. Serve para criação de certas formas gramaticais a partir de outras (por exemplo substantivos de verbos).

## Regra
Infinitivos de verbos no idioma Interlingue têm o mais freqüentemente a terminação -ar ou -er. A raiz é recebida em seguinte maneira:
1. Se, após retirada de -r ou -er desde o infinitivo, a raiz se termina com vogal, se acrescenta -t ou muda final y a t: crea/r, crea/t-, crea/t/or; atiny/er, atin/t, atin/t/ion
2. Se a consonante final da raiz é d ou r, se muda à s: decid/er, deci/s-, deci/s/ion
3. Em casos restantes, com seis exceções, a retirada da terminação dá a raiz exigida: duct/er, duct-, duct/ion.

Estas seis exceções são:
1. ced/er, cess-
2. sed/er, sess-
3. mov/er, mot-
4. ten/er, tent-
5. vert/er, vers-
6. veni/r, vent-

e os verbos formados daquelas graças a prefixos.
Como a regra se compõe de três partes, ela é freqüentemente chamada como "três regras de Wahl".
Se cria os verbos de substantivos e de adjectivos, retirando as terminações e recebendo a raiz. Depois que juntar -r ou -er, se recebe o infinitivo na maioria dos casos: decora/t/ion, decora/t-, decora/r.

## Aplicação
Esta regra é aplicada no idioma Interlingue. Depois de eventuais modificações se pode aplicar esta regra a criação de novas formas de vocábulos particularmente em línguas romances ou nas quais tomam emprestado vocabulário de línguas romances.